# Gazaria

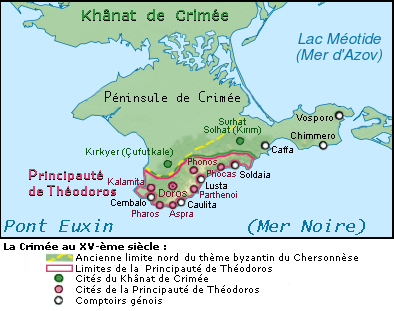
Colonias genovesas en Crimea (blanco).

Gazaria es la denominación que se daba a las colonias que la República de Génova tenía en la península de Crimea y alrededor del mar Negro, desde los años 1266 hasta 1475. La denominación proviene de los jázaros, pueblo túrquico que dominó la zona antes que el Rus de Kiev. En la Flor de las Ystorias de Orient mencionan como Tierra Gazaria probablemente toda la península de Crimea, ya que los genoveses no perdieron estas tierras en tiempos de los mongoles y las mantuvieron hasta que el Imperio otomano las invadió con la intención de tener continuidad territorial con el Kanato de Crimea.

…regno de Cumania, el entro en el regno de Rosia et prisolo et conquisto la tierra gazera et el regno de Vulgaria. Apres caualgo entro al regno de Ongria et aqui trobo algunos cumanianos et prisolos. Apres de aquest…..

## Historia
La premisa política del establecimiento de las colonias de Gazaria había sido el Tratado de Ninfeo de 1261, con el que el Emperador de Nicea concedía a los genoveses el derecho exclusivo a comerciar en el "Mare Maius" (Mar Negro). En consecuencia, en 1266, Caffa fue concedida a los genoveses, que se convirtió en la capital de los dominios de Gazaria.
En 1308, los mongoles de la Horda de Oro, comandados por el kan Toqta, conquistaron Caffa tras un largo asedio. Cinco años después, los genoveses lograron recuperar su colonia del sucesor de Toqtai, Uzbeg Kan . En 1313, recuperada la posesión de la ciudad, la República organiza la administración de la colonia de forma más estructurada. El poder legislativo fue atribuido al "Officium Gazarie", integrado por ocho magistrados que permanecieron en el cargo durante seis meses y designaron a sus sucesores. El poder ejecutivo estaba encomendado al Cónsul de Caffa, que ejercía durante un año, asistido por un escribano o canciller, ambos designados por el gobierno genovés. El consejo electo de 24 miembros, también en funciones por un año, estaba compuesto por la mitad de nobles y la mitad de comerciantes o artesanos. De estos últimos, cuatro podrían ser habitantes locales que hubieran obtenido la ciudadanía genovesa. Finalmente, el consejo eligió un consejo restringido de seis miembros externos al consejo de 24. Las otras ciudades de la colonia tenían administraciones similares, subordinadas a la de Caffa.
En 1341, las leyes vigentes en la Gazaria genovesa se recopilaron en el "Liber Gazarie", ahora guardado en los Archivos del Estado de Génova. La colección se actualizó posteriormente en 1441 con el nombre de "Statuta Gazarie".
En 1347, la Horda de Oro, esta vez dirigida por Jani Beg, volvió a asediar Caffa. Una crónica anónima cuenta que los sitiadores lanzaban con catapultas los cadáveres de los defensores muertos dentro de las murallas de la ciudad. Estos defensores habían muerto a causa de una enfermedad que se estaba extendiendo desde el Este, la peste negra. Los habitantes de Caffa arrojarían los cuerpos al mar tan pronto como pudieran, pero la peste se propagó a pesar de todo. Una vez en Caffa, la peste se introdujo en la vasta red comercial de los genoveses, que se extendía por todo el Mediterráneo. A bordo de los barcos comerciales que partieron de Caffa en el otoño de 1347, la peste llegó a Constantinopla, la primera ciudad europea infectada, y más tarde llegó a Mesina y se extendió por toda Europa.
Los ingresos fiscales de Gazaria habían sido asignados a la "compra di Gazaria ", la asociación de acreedores del Estado que había adelantado los gastos para la defensa de la colonia. De hecho, la "compra" pertenecía al Banco de San Giorgio, que por tanto gestionaba la fiscalidad de Gazaria.
Tras la caída de Constantinopla en 1453, la República cedió la soberanía sobre Gazaria al Banco de San Giorgio, creyendo que era la única entidad capaz de organizar la resistencia contra los turcos. Sin embargo, estos dominios fueron conquistados por el Imperio Otomano en 1474.

## Colonias
- Caffa
- Clavicémbalo
- Soldaia
- Vósporo
- Sarsona
- Capitanatu Gotia (territorio de Teodoro)

### Mar Negro Occidental
Aparte de Crimea, Génova poseía varios castillos en la costa occidental del Mar Negro, como el castillo de Maurocastro (Bilhorod-Dnistrovsky) en el estuario del Dniéster, el castillo de Ginestra cerca de Odesa, el castillo de Licostomo (Kiliya), la colonia de Costanza (Constanța) y la colonia de Caladda (Galați).
Lérici, consulado y colonia, ubicada a medio camino entre Nicolaiev y Ochakov,  fue además la principal fortaleza de Génova al norte de su Crimea.

### Península de Taman y Tanais
- Tana (Azov)
- Matrega (Tmutarakan)
- Copa (Slaviansk-na-Kubani)
- Mapa (Anapa)
- Batario (Novorosíisk)
- Costa y Layso (Sochi)

## Abjasia

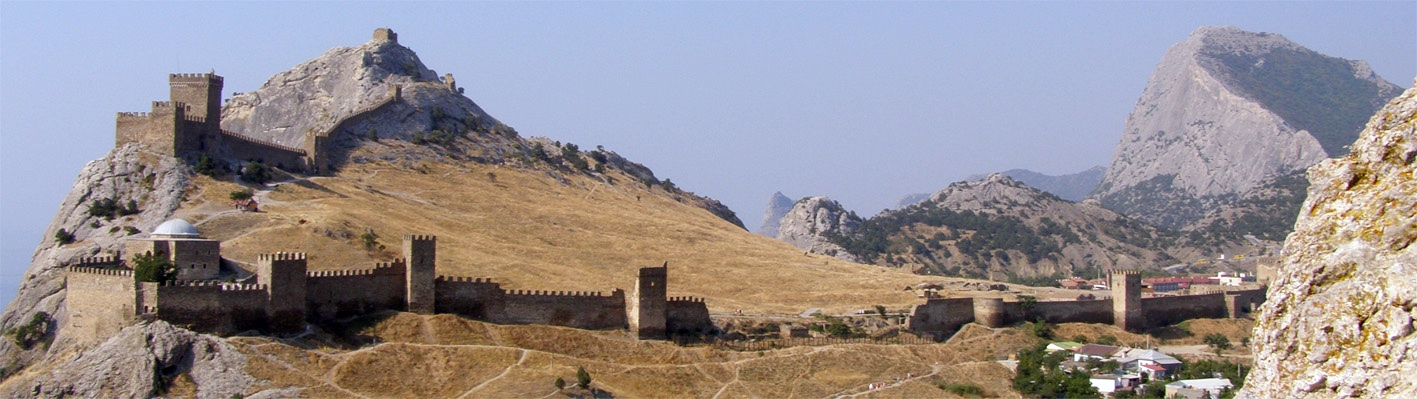
Panorama del castillo de Soldaia cerca de Sudak

- Chacarí (Gagra)
- Santa Sofía (Alajadzi)
- Pesonqa (Pitsunda)
- Cavo di Buxo (Gudauta)
- Niocoxia (Novi Afón)
- Sebastópolis (Sujumi)
- Lo Bati (Batumi)